# Džbánice

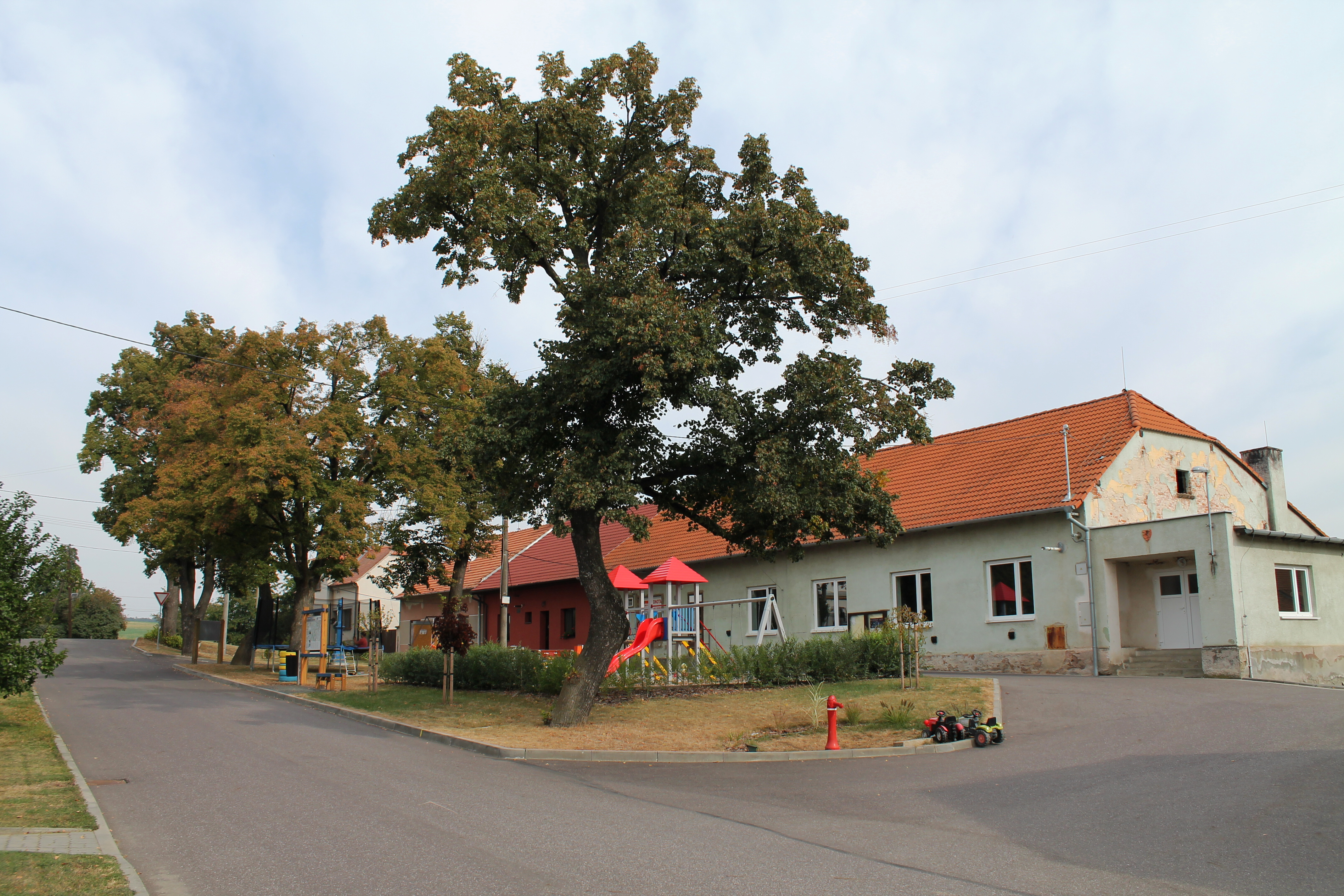
Džbánice, Dorfplatz (2016)

Džbánice (deutsch Zbanitz) ist eine Gemeinde in Tschechien. Sie liegt zehn Kilometer südwestlich von Moravský Krumlov und gehört zum Okres Znojmo.

## Geographie
Džbánice befindet sich am südöstlichen Abfall der Jevišovická pahorkatina (Jaispitzer Hügelland) im Tal des Baches Míšovický potok. Nördlich erhebt sich die Tanárka (391 m n.m.), im Osten die Na Vartě (323 m n.m.) und südlich die Žlíbky (341 m n.m.). Durch den Ort verläuft die Staatsstraße II/398 zwischen Vémyslice und Mikulovice.
Nachbarorte sind Čermákovice, Tulešice, Oulehlův Mlýn und Dolní Dubňany im Norden, Kuchyňkův Mlýn, Dobřínsko, Vémyslice und Dobelice im Nordosten, Petrovice und Lesonice im Osten, Kadov, Miroslav, Míšovice, Hostěradice und Chlupice im Südosten, Skalice und Morašice im Süden, Trstěnice und Višňové im Südwesten, Pustý Zámek, Křepice, Medlice und Přeskače im Westen sowie Karolín, Tavíkovice und Horní Kounice im Nordwesten.

## Geschichte
Archäologische Funde belegen eine frühzeitliche Besiedlung der Gegend. Die frühzeitliche Burgstätte Pustý zámek gehört neben den Anlagen Křepice und Kadov zu den ältesten in Südmähren. 1937 entdeckte der Schuldirektor Jaroslav Horňanský bei Džbánice ein einzigartiges Massen-Hockergrab aus der Zeit der Mährischen Bemaltkeramischen Kultur. In der einen Meter tiefen Grube mit einem Durchmesser von anderthalb Metern befanden sich die Skelette von zwölf Erwachsenen und Kindern, ein Hundeschädel, mehrere Keramikgefäße mit weißen geometrischen Mustern sowie eine Kette aus Steinperlen.
Die erste urkundliche Erwähnung des Dorfes erfolgte am 29. Dezember 1253, als der neu geweihte Kirche in Trstěnice der Zehnt von Džbánice überlassen wurde. Džbánice war mindestens seit dem 14. Jahrhundert zwischen verschiedenen Grundherren aufgeteilt; ein Anteil gehörte dem örtlichen Vladikengeschlecht. Im Jahre 1350 verkaufte Dětřich von Džbánice (Dietrich von Spanitz) letzteren, aus vier Huben und zwei Gehöften bestehenden Anteil an Jindřich von Střelice. Den anderen, weitaus größeren Anteil mit Weinbergen, Bergrecht, dem Weinzehnt, einem Hof, einem Obstgarten, Wald und drei Huben Land erwarb zur gleichen Zeit Budislav von Našiměřice, 1361 nahm er seinen Neffen Stefen von Branek darauf in Gemeinschaft. Budislav verkaufte den Besitz 1377 dem Augustinerkloster zum hl. Kreuz in Litomyšl. Im selben Jahre sprach das Bistum Olmütz den Augustinern auch den Zehnt von Džbánice zu. Im Jahre 1381 veräußerte das Kloster wegen der Abgelegenheit seinen Anteil für 135 Mark an den Besitzer des Gutes Trstěnice, Bohunek von Trstěnice und dessen Schwiegersohn Philipp von Svojanov. Zwischen 1411 und 1415 ist Zdeněk von Džbánice als Besitzer des kleineren Anteils nachweislich. Im Jahre 1535 wurden in Džbánice außerdem zwei Freihöfe erwähnt, die Jan von Džbánice und Jan Plichta gehörten. Zum Ende des 16. Jahrhunderts verkauften die Herren Lev von Rosental zusammen mit dem Gut Trstěnice auch den zugehörigen Anteil von Džbánice an Johann Zahradecky von Zahradek auf Wischenau. Die Vladiken von Džbánice hielten ihren Anteil bis ins 16. Jahrhundert. Während des Dreißigjährigen Krieges verödete das Dorf gänzlich. Als Karl Zahradecky von Zahradek 1629 die Herrschaft Wischenau an Alexander Elbogner von Unterschönfeld verkaufte, gehörte die Feste Spanitz bereits zu Wischenau. Dies ist zugleich die letzte Erwähnung der Feste; es wird angenommen, dass auf ihren Resten der Meierhof Spanitz angelegt wurde. 1667 erwarben die Herren von Selb die Herrschaft Wischenau vom überschuldeten Ludwig Elbogner. Im Jahre 1765 war die Familie von Selb ebenfalls so verschuldet, dass die Herrschaft zur Versteigerung gelangte. Käufer war Johann Paul von Buol-Wischenau, ein Schwiegersohn des verstorbenen Johann Anton von Selb. 1793 kaufte Rudolph Graf Taaffe die Herrschaft von dessen Erben.
1830 erbte Rudolfs Sohn Ludwig Graf Taaffe die Herrschaft Wischenau. 1836 verkaufte er sie an Kaspar Philipp Spiegel zum Diesenberg-Hanxleden, der die Herrschaft 1837 seinem minderjährigen Sohn Ferdinand vererbte.
Im Jahre 1834 bestand das Dorf Zbanitz, auch Spanitz bzw. Zbanice, früher Dzbanice genannt, aus 39 Häusern mit 208 mährischsprachigen Einwohnern. Im Ort gab es einen herrschaftlichen Meierhof, ein Jägerhaus und ein Schankhaus. Pfarrort war Stignitz, Amtsort Wischenau. Bis zur Mitte des 19. Jahrhunderts blieb Zbanitz der Allodialherrschaft Wischenau untertänig.
Nach der Aufhebung der Patrimonialherrschaften bildete Žbánice / Zbanitz ab 1849 eine Gemeinde im Gerichtsbezirk Kromau. 1868 wurde die Gemeinde Teil des Bezirkes Kromau. Die Freiwillige Feuerwehr wurde 1903 gegründet. 1913 erhielt die Gemeinde eine eigene Schule. Im Jahre 1924 wurde der tschechische Ortsname in Džbánice geändert. Im Zuge der Aufhebung des Okres Moravský Krumlov wurde Džbánice 1961 dem Okres Znojmo zugeordnet. Die Schule wurde 1976 geschlossen.
Wein wird heute auf den Fluren der Gemeinde keiner mehr angebaut.

## Sehenswürdigkeiten
- Kapelle des hl. Gotthard, errichtet 1846
- Archäologische Fundstätte Pustý zámek, im Wald westlich von Džbánice
- Naturreservat "Na Kocourkách", Gneiskuppe mit wärmeliebenden Pflanzen sowie Fossilienfundstätte, östlich des Dorfes

## Persönlichkeiten
Während des Zweiten Weltkrieges diente der Keller des dem Kaufmann Bohuslav Černý gehörigen Hauses Nr. 60 zwischen 1943 und 1945 als Versteck der Frau und Tochter des ins Exil gegangenen Generals Ludvík Svoboda.